# Arete (mitologia)
|  | Per a altres significats, vegeu «Arete». |

A la mitologia grega, la reina Arete (en grec antic Ἀρήτη "Aréte", 'virtut' o 'aquella per la qual es prega'), filla de Rexènor estava casada amb el seu oncle Alcínous, rei dels mítics feacis, famosos per les seves naus, a Esqueria. Van ser pares de Nausica, Laodamant, Hali i Clitoneu.

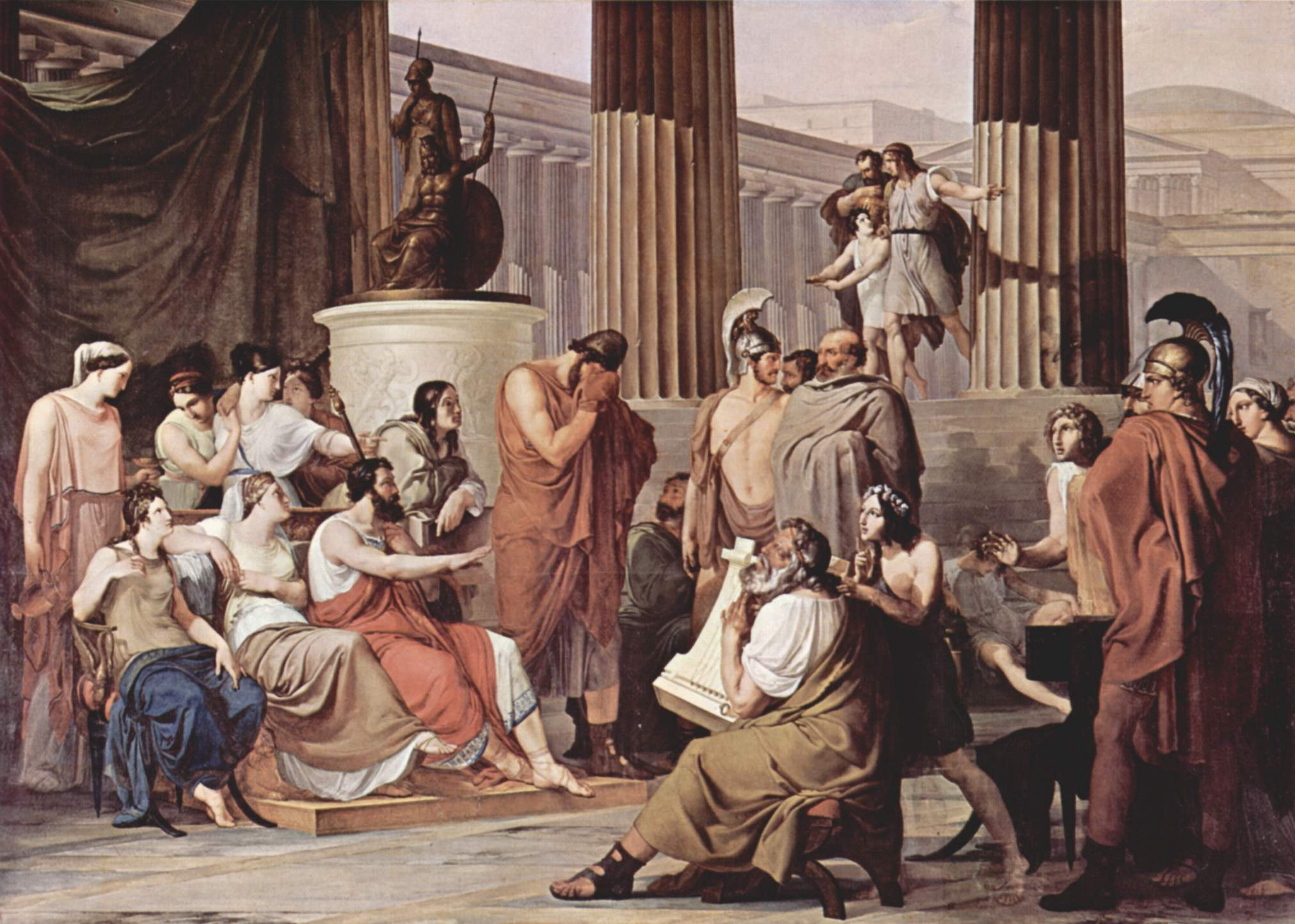

Arete era descendent de Posidó, que es va unir amb Peribea de qui va néixer Nausítou, que va tenir al seu torn dos fills, Rexènor i Alcínous. Una sageta d'Apol·lo va matar Rexènor, a conseqüència de què Arete, llavors esdevinguda orfe, fou maridada per Alcínous.
Els reis van acollir l'argonauta Jàson i Medea en la seva fugida de Còlquida després de robar el velló d'or. En arribar, el rei va demanar que Medea fos retuda als seus pares si encara era verge. Jàson i Medea van consumar llavors ràpidament llur matrimoni, oficiat per Arete.
El seu nom sembla anar associat al nom jònic [ἀρητή], que significa 'sagrat', però també podria significar 'excel·lència 'o' virtut '. Unes fonts al·leguen un significat d'honrança o virtut, mentre altres el relliguen amb Ares, déu grec de la guerra. A la Biblioteca de Cels d'Efes, (construïda del 110 al 135) hi ha representada Arete com a La Virtut un dels símbols que adornaven a Cels juntament amb La Saviesa, La Ciència i La Fortuna.